# Inżynieria społeczna (informatyka)
Socjotechnika (również inżynieria społeczna) – stosowanie środków psychologicznych i metod manipulacji mających na celu przekazanie lub wyłudzenie określonych informacji bądź nakłonienie do realizacji określonych działań.

## Marketing internetowy
W marketingu internetowym inżynieria społeczna wykorzystywana jest w celu podniesienia wskaźnika SEM lub SEO. Na przykład użyciem większej ilości pacynek. Tak zwanych farm botów. Na portalach społecznościowych z pomocą dostępnych funkcji tworzone są grupy użytkowników nie-powiązanych lub powiązanych wspólnym czynnikiem (np. miejscowość, zainteresowania, wiek). Następnie wykorzystywane są skrypty automatyzujące udostępnianie treści - boty rozpoczynają aktywność internetową zachęcająca do interakcji użytkownika z udostępnianą informacją (np: światopoglądem, produktem, usługą, fake newsem).

## Politologia
W politologii socjotechnika może zostać użyta do przekazywania informacji społeczeństwu w celu:
- destabilizacji ekonomicznej kraju, organizacji lub przedsiębiorstwa[2],
- podświadomej ingerencji w poglądy użytkownika (farmy botów zdolne w ciągu kilku godzin zmienić np. wynik sondy popularności polityka)[3][4],
- dezinformacji w ramach działań określanych jako środki aktywne w grupie „czarnej” technologii hybrydowych.

## Bezpieczeństwo
Hakerzy często wykorzystują niewiedzę bądź łatwowierność użytkowników systemów informatycznych, aby pokonać zabezpieczenia odporne na wszelkie formy ataku. Wyszukują przy tym najsłabszy punkt systemu bezpieczeństwa, którym jest człowiek.
Oszuści komputerowi często podają się za inne osoby, aby wyłudzić od swoich ofiar cenne dane. Cracker może dla przykładu podać się za administratora banku i przesłać ofiarom adres swojej strony, która łudząco przypomina stronę banku internetowego. Nieostrożni klienci pozostawiają internetowemu złodziejowi swoje dane, które ten może wykorzystać do oczyszczenia ich kont z pieniędzy. Działanie opisane w tym przykładzie określane jest mianem phishingu.
Mimo wysokich kosztów ponoszonych przez większe przedsiębiorstwa na zapewnienie bezpieczeństwa, które obejmują zakup wyspecjalizowanej infrastruktury (np. zapora sieciowa) czy zatrudnianie najlepszych administratorów dbających o stałe aktualizowanie oprogramowania, wysiłki mogą okazać się bezowocne, jeżeli każdy pracownik nie zostanie poddany szkoleniu uczącemu go technik obrony przed inżynierią społeczną.
Stosowanie technik inżynierii społecznej w celu uzyskania dostępu do danych w sposób nieuprawniony (bez zgody drugiej strony lub bez postanowienia wydanego przez prawomocny organ) jest przestępstwem ściganym przez prawo polskie. Podszywanie się pod inną osobę oraz przejmowanie informacji niejawnych jest zagrożone karą pozbawienia wolności. Instytucje publiczne oraz przedsiębiorstwa muszą wprowadzać systemy uwierzytelniania osób kontaktujących się z pracownikami przedsiębiorstwa elektronicznie. Konieczne jest ciągłe podnoszenie kwalifikacji wszystkich pracowników posiadających dostęp do informacji niejawnych w zakresie zasad bezpieczeństwa teleinformatycznego.